# 由莉子
由莉子（ゆりこ、2月18日 - ）は、日本の女性シンガーソングライターの、おおきゆりねとして活動した。東京都出身。所属事務所はDEARSTAGEと、後にNTK CREATiONとの共同マネジメントであった。漢字表記の大木 優莉音としては、秋葉原ディアステージの元ディアガール であり、アイドルグループのディア☆（ディアスターズ）の元メンバー。愛称のゆりぴょんは、DJさわやかな2人組での元メンバー名でもある。
2017年、『僕の街で釣れない君』によりソロデビュー。独特な世界観から創り出す楽曲は「当たり前の日常を、ドラマティックに」
「映画やドラマの主人公になったような気持ちになってもらえる」をテーマとしている。独自の挨拶として「おはようこそ！」がある。また、音楽に限らず演劇など多方面で活動。2019年に引退した後、由莉子としてフリーで活動を再開。
2023年、ワタシズムの作詞作曲を担当し、メンバー夢野由莉子として活動することが発表された。

## 略歴
2015年、当初はPAスタッフを志望して秋葉原ディアステージに入店したが、4月27日、ディアガール「大木優莉音」として初出勤。間もなく、新結成のアイドルユニット「ディア☆」（ディアスターズ）のメンバーに選出され、6月4日、一期生の7人でお披露目した。
2016年4月より、同じく当時ディア☆のメンバーだった雛形羽衣とともに派生ユニット「DJさわやかな2人組」を結成し、作詞・作曲を担当する。10月には、横浜市開港記念会館で開催された『でんでんハロウィンナイト』にて、ソロの弾き語りで初ライブを披露。
2017年2月『今日はアイドルなんて言わないで♡』と銘打って初のソロ・ワンマンでのバースデーライブを開催。また同日より、公式サイト・公式ブログ・インフォメーションTwitter・SoundCloudを開設して、自作の曲「僕の街で釣れない君」を発表した。3月の『DEARSTAGE WEEK』では、初のバンド編成によるワンマンライブを開催した。12月28日『ディア☆主催ライブイベント VOL.16 とびだせ！ディア☆ - 大木優莉音卒業公演 - 』にて、ディア☆を卒業した。
2018年、新たにバンドを組んでライブ活動が本格的になる。4月には、初の冠番組『おおきゆりねの音楽の世界におはようこそ』がFM-FUJIにて放送開始され、レギュラーでパーソナリティーを務めた。4月からは、3rdシングル『神様になれないなら』がタワーレコード渋谷店・名古屋パルコ店それぞれの「タワクル」コーナーにて、1ヶ月にわたり連続1位を獲得。さらに8月リリースの1stミニアルバム『劇的生活』も、渋谷店・名古屋パルコ店・梅田NU茶屋町店の3店舗すべてのタワクルにて、エントリー直後に1位となった。10月に開催された『下北沢カレーフェスティバル2018』の一環で、11月に「下北沢ミスカレー2018」を受賞。
2019年2月、THISTIME RECORDS内にてガールズジェネレーションをコンセプトとする音楽プロダクション「NTK CREATiON」が発足し、DEARSTAGEとの共同マネジメントで「おおきゆりね」「DJさわやかな2人組」が第一弾の所属アーティストとなった。また、NTK CREATiONのキービジュアルは、おおきがデザインした。
2月27日より、ソロで新譜から2曲および既発の全曲を、各種の音楽配信にて公開した。
7月25日、引退の意向を表明。7月29日、NTKCREATiONを退所。8月16日、ラストワンマンライブ『ゆりねの世界におはようこそ〜最終章 最初で最後の全曲弾き語り〜』を開催。8月31日、秋葉原ディアステージでの卒業式をもって、おおきゆりねとしてのアーティスト活動に終止符を打った。
11月17日、「由莉子」に改名し、フリーでマイペースに活動を再開する旨を発表。「自分にとっての可愛いを表現できる女性」を目標としている。

## 人物
身長は161cmで、血液型はO型。東京都出身の、一人っ子。ディア☆に在籍時、および秋葉原ディアステージにおける推し色は「紅桜」である。
ディア☆のメンバーとしては漢字の「大木 優莉音」、DJさわやかな2人組では「ゆりぴょん」を名乗っている。ただし大抵の場面で「ゆりぴょん」は別人とされている。相方の雛形羽衣によると、多才で努力家。

### 趣味・嗜好
音楽以外の趣味では映画鑑賞があり「ゾンビ系ならなお可」としている。特技には、作詞作曲（&編曲）のほか、美味しいパスタが作れることをあげている。カツカレーや生姜が好きで、スープカレーもマイブームとなり、自身のラジオ番組でカレー情報を募集して紹介した。母親がハーフということもあり、本場のプー・パッ・ポン・カリーの味を教わった。好きな酒は梅干しサワーなど。

### 音楽
3歳の頃からピアノを習い始めた。朝起きるとビートルズやマイケル・ジャクソンなどの曲がかかっていたりする家庭だった。その後、チャットモンチーに感銘を受けたことがきっかけで音楽を志す。また、特に好きなアーティストにはGO!GO!7188やandymoriなど、洋楽ではAlpaca Sportsなどを挙げている。作詞・作曲は、大学で作曲サークルに所属したことがきっかけとなった。繁華街などで人間観察をしながら作詞をするという。作曲には、自身名義の曲ではギターを、提供曲などポップなものではキーボードを使うことが多い。
事務所のイベント『DEARSTAGE SHOWCASE 2017』でのアニソン歌手やアイドルが多い環境においては、ギター弾き語りスタイルは異色の存在感を放っていた。アコースティック・ギターのほか、見た目も重視して選んだ「新生姜色」のテレキャスターを使っている。MVのページでは「彼女のもつ自然なゆるさと独特な世界観は他のアーティストにはない強みとも言える」と紹介される。また『HUG ROCK FESTIVAL』主催者ハグてっぺいからは「ゆるふわ可愛いルックス！エアリーキュートなボーカル！ポップでエモ可愛い独創的な楽曲！」「魅力と中毒性満載」と評される。

### サポートメンバー
2017年
- でんでんバンド
  - 板垣祐介
  - 山田裕之
  - 松原"マツキチ"寛
  - 村山☆潤 など

2018年 - 
- 青山慎司
- 宍戸瑞生
- 芝本駿
- 谷口大翔 など[23][注 5]。

## 作品

### シングル
| #  | タイトル                             | 作詞 | 作曲・編曲 |
| -- | ------------------------------------ | ---- | ---------- |
| 1. | 「僕の街で釣れない君」               |      |            |
| 2. | 「サマ〜ヒロイン」                   |      |            |
| 3. | 「僕の街で釣れない君」(Instrumental) |      |            |
| 4. | 「サマ〜ヒロイン」(Instrumental)     |      |            |

| #  | タイトル                                           | 作詞 | 作曲・編曲 |
| -- | -------------------------------------------------- | ---- | ---------- |
| 1. | 「ディープブルーティーンエイジャー」               |      |            |
| 2. | 「Life of Me」                                     |      |            |
| 3. | 「ディープブルーティーンエイジャー」(Instrumental) |      |            |
| 4. | 「Life of Me」(Instrumental)                       |      |            |

| #  | タイトル                                      | 作詞 | 作曲・編曲 |
| -- | --------------------------------------------- | ---- | ---------- |
| 1. | 「神様になれないなら」                        |      |            |
| 2. | 「僕の街で釣れない君」                        |      |            |
| 3. | 「治らなきゃいいのに、君の風邪」(Bonus Track) |      |            |

### ミニアルバム
| #  | タイトル                   | 作詞 | 作曲・編曲 |
| -- | -------------------------- | ---- | ---------- |
| 1. | 「おはよう、世界」(intro)  |      |            |
| 2. | 「夏じゃない海に行こうよ」 |      |            |
| 3. | 「君は透明色プリズム」     |      |            |
| 4. | 「ずるい、ずるい、ずるい」 |      |            |
| 5. | 「サンロードへ」           |      |            |
| 6. | 「週末なら」               |      |            |

| #  | タイトル                                  | 作詞 | 作曲・編曲 |
| -- | ----------------------------------------- | ---- | ---------- |
| 1. | 「ハッピーエンドは苦手よ」                |      |            |
| 2. | 「ラストシーン」                          |      |            |
| 3. | 「ふつうのおんなのこ」                    |      |            |
| 4. | 「もし、私が東京って曲を作れたら」        |      |            |
| 5. | 「くちづけキボンヌ」(でんぱ組.inc cover.) |      |            |

### 参加作品
- 『ツキイチ！2015〜DearStage〜』（2016年1月23日、Dearstage Records MJDS-1041）
  1. 「Fly Me Kiss Me」綿雪ましろ×大木優莉音 - 作詞・作曲はMARKOV。
- 『Shimokitazawa SOUND CRUISING 2019』V.A.（2019年5月18日、TRSC-2019）
  1. 「ラストシーン」おおきゆりね

### 楽曲提供
- DJさわやかな2人組「ホメホメポピランポン」-『アイドルライブラリー vol.03 supported by JOYSOUND』（2016年7月20日、XING MUSIC ENTERTAINMENT、XMEC-5009）収録[25]。作詞・作曲を担当。
- ディア☆「親愛なるエトセトラ」-『親愛なるエトセトラ / でぃあがもーど』（2017年12月28日、ダウンロードカードSONOCA）収録。作詞・作曲を担当。

### その他
- 細身のシャイボーイ「ドミノマスクのテーマ」- 映画『劇場版 復讐のドミノマスク』（2015年）オープニング曲。編曲を担当[26]。作詞・作曲は細身のシャイボーイ。
- おおきゆりね
  - 「あの日々を夢にして」
  - 「別に最高だけど」
  - 「かわいいっていって」
  - 「最終章」
  - 「帰らない帰り道」[27]
  - 「付き合う前のあの感じ」
  - 「遠くの話」[28]

### ミュージックビデオ
| 監督     | 楽曲                           |
| -------- | ------------------------------ |
| YGQ      | 神様になれないなら             |
| 関山雄太 | 君は透明色プリズム             |
| 土屋恭平 | もし、私が東京って曲を作れたら |

## 出演

### ライブ
※ワンマン・主催ライブ
- 今日はアイドルなんて言わないで♡（2017年2月19日、高円寺HIGH）
- 本日完全！アイドル宣言☆（2017年2月26日、秋葉原ディアステージ）
- ゆりねの世界におはようこそ☃〜入門編〜（2017年3月25日、品川プリンスホテル クラブeX）[注 6]。
- 大木優莉音周年イベント〜ハイテンションプリーズ♡〜（2017年5月28日、秋葉原ディアステージ）[30]
- ゆりねの世界におはようこそ☃️〜戻らないあの夏のヒロインと、アオイハル〜（2017年10月26日、渋谷・Mt.RAINIER HALL）
- おおきゆりねのばーすでいぱーてぃ☃（2018年2月18日、渋谷・7th FLOOR）[31]
- ゆりねの世界におはようこそ☃ 〜少女がひとりじゃないと気付いたその先は〜（2018年3月30日、品川プリンスホテル クラブeX）[注 6]
- 今日という新しい日（2018年9月2日、TSUTAYA O-nest）- 1stミニアルバム『劇的生活』リリース記念ワンマンライブ。
- おおきゆりね 自主企画『おおきゆりねと過ごすセンチメンタルクリスマスパーティー 〜アコースティックでしっとり過ごすクリスマスイヴ〜』（2018年12月24日、下北沢・mona records）[32][33]
- おおきゆりね生誕祭『恋をしてまた、大人になった』（2019年2月18日、下北沢MOSAiC）
- SPRING HAS COME 〜おおきゆりね 恋をして、また大人になったんやで〜（2019年4月16日、南堀江knave）
- ガール・ミーツ・ガール the first〜おおきゆりね♡桜野羽咲ツーマン〜（2019年7月15日、下北沢ReG）[34]
- ゆりねの世界におはようこそ〜最終章 最初で最後の全曲弾き語り〜（2019年8月16日、渋谷7th FLOOR）

### ラジオ
- おおきゆりねの音楽の世界におはようこそ（2018年4月6日 - 2019年3月29日、金曜23:30 - 24:00、FM FUJI）

### テレビ
- 探検バクモン（2016年10月5日、NHK総合）[35][36]
- japanぐる〜ヴ（2017年3月5日未明・12日未明、BS朝日）[37]
- でんぱの神神（2017年8月27日未明、BS朝日）[38]

### インターネット
- みきちゅのすごい生放送 〜DEARSTAGE WEEK 直前！成功祈願大特集〜（2017年3月18日、ニコニコ生放送 DSTV）
- DEARSTAGE WEEK DAY6「ゆりねの世界におはようこそ〜入門編〜」独占生中継（2017年03月25日、ニコニコ生放送 公式）[39]
- 『DEARSTAGE SHOWCASE 2017』事前番組②（2017年6月22日、LINE LIVE）
- DEARSTAGE SHOWCASE 2017・他（2017年6月25日、LINE LIVE）[40]（2017年12月1日、Twitch）[41]
- 富士山頂上 生放送！（2017年7月26日、LINE LIVE）[42]
- 河野万里奈〜Next Batter’s Circle (YouTube Ver.)〜弾き語り（2017年10月5日、DEARSTAGE Inc.チャンネル、YouTube）- 第34回。河野とコラボでSUPERCARの『Lucky』をカバー。
- でんぱ組.inc ピンキー生誕祭2017〜ピンキーハウスへようこそ！〜独占生中継（2017年12月3日、FRESH LIVE）
- 「エージェンツオブメイヘム」で学ぶ英会話・今日から使える煽り文句！(PR)-IGN Japan（2018年3月16日、産経デジタル）[43]
- 🎸おおきゆりね⛄️ookiyurine（2018年10月8日 - 不定期、17 Live）- 生配信。

### 舞台
- そうだ、インドへ行こう（2017年2月9日 - 12日、上野ストアハウス）- PIXEL STAGE vol.2。南千帆 役。
- 負けんな漫研！（2017年9月6日 - 10日、六行会ホール）- SOLID STAR プロデュースvol.11。村田秀花 役。
- ハッピーマーケット！（2017年11月22日 - 26日、全労済ホール/スペース・ゼロ）- SOLID STAR プロデュース vol.12[44]。五輪りん 役。

### その他
- iDL presents SHO"W!! 第2部『アイドル人間』presented by WALL（2017年7月8日、ラフォーレミュージアム原宿）- ファッションショー、他。
- 神保町朗読Bar（2017年12月15日、Bar VACANCY）
- e-Sports Queen League プレシーズンマッチDay1（2017年4月22日、東京カルチャーカルチャー）- 芸能人女子eスポーツクイーン決定戦。通称『EQリーグ』。「DS☆ゲーム部」メンバーとして出場[45]。

- はじめて君につくる私が大好きなカツカレーたべて（2018年4月28日、秋葉原ディアステージ）- 大木優莉音3周年記念。
- DS超常現象研究部 第2回部活動【昼の部】〜お友達のゆりねちゃんが遊びに来るゾイ♪の巻〜（2018年7月29日、吉祥寺ココマルシアター）
- スナックゆりね（不定期、新宿・スナックしろくま）
- おおきゆりねと行く岩下の新生姜バスツアー（2019年5月11日、栃木県・岩下の新生姜ミュージアム、他）
- キャラクタープロジェクト『電音部』（2024年） - 犬甘 るる 役[46]

## 書籍

### 関連書籍
- MIKIO SAKABE × ∀iDOL style book（2017/4/15、ストリート編集室）- FRUiTS/idp magazine MOOK。ISBN 978-4-901759-14-4[注 7][47]

## ユニット

### DJさわやかな2人組
「小学4年生」とされるゆりぴょんとうーたんによるDIY DJユニットとして、ディア☆から派生したデュオ。おおきゆりねが作詞・作曲を担当、雛形羽衣が衣装・ヴィジュアルデザインを担当。「さわやかな二人が織りなすシュールで独創的な世界は一度体感したらやみつきに?!」と紹介される。元々は二人が企画した2016年1月のイベント「あかちゃんまつり」に端を発し、同年4月「DJさわやかな2人組」が始動した。代表曲は「ホメホメポピランポン」など。2017年後半から約1年半のブランクを経て、2019年2月に活動再開している。

### ゆりめろでぃーず
おおきゆりね・ささかまリス子・園川紗菜・白水桜太郎